# Mário Sedlár
Mário Sedlár (* 20. prosince 1976 Topoľčany) je slovenský varhaník, klavírista, muzikolog a hudební pedagog, působící v Opavě.

## Studium
Vystudoval hru na varhany a církevní hudbu na Konzervatoři v Bratislavě u profesora Imricha Szabó, dále na bratislavské VŠMU u prof. Ferdinanda Klindy a na Universität für Musik und darstellende Kunst ve Vídni (prof. Herbert Tachezi) a následně hudební vědu na FFUK v Bratislavě.

## Hudební činnost
Je laureátem domácích i zahraničních varhanních soutěží a akademií (Bratislava, Praha, Brno, Opava, Varšava, Curych, Lucemburk, Innsbruck, Norimberk, Karlsruhe). Účinkoval na mnoha hudebních festivalech, se slovenskými a českými orchestry a sbory (Slovenská filharmonie, Symfonický orchestr Slovenského rozhlasu, Štátny komorný orchester, Janáčkova filharmonie Ostrava, Pěvecký sbor Lúčnica, Musica Vocalis ad.) a na koncertech v Evropě i v zámoří.
Mário Sedlár je také zakládajícím členem uměleckého seskupení pro duchovní hudbu Harmonia Seraphica (1994).
Od roku 2004 působí jako pedagog na Církevní konzervatoři Německého řádu v Opavě.